# محمود المصري
محمود المصري (5 يونيو 1962 م)، داعية إسلامي سلفي مصري، ولد في محافظة القاهرة بجمهورية مصر العربية لأسرة مصرية ملتزمة دينيا، وهو حاصل على بكالوريوس خدمة اجتماعية من جامعة حلوان، ودرس العلوم الشرعية جميعاً على يد علماء مصر ثم سافر إلى المملكة العربية السعودية وتلقى العلم هناك على يد علماء أصول الدين والدعوة الإسلامية، وحصل على الإجازة العلمية في الكتب الستة وجميع العلوم الشرعية من محمد بن إسماعيل المقدم.
منح الشيخ/ محمود المصري درجة الدكتوراه الفخرية مع مرتبة الشرف في التنمية البشرية من الجامعة الأمريكية.

## مؤلفاته
- سيرة الرسول.
- الطريق إلى جنة الفردوس.
- صور من حياة الأنبياء والصحابة والتابعين.
- أصحاب الرسول.
- صحابيات حول الرسول.
- قصص القرآن.
- رحلة إلى الدار الآخرة.
- إرشاد السالكين إلى أخطاء المصلين.
- صدقوا ما عاهدوا.
- وأنذرهم يوم الحسرة.
- إنها الجنة يا أختاه.
- حجاب المرأة المسلمة.
- أنا وكافل اليتيم في الجنة.
- مخالفات يقع فيها الرجال.
- اختبر معلوماتك الإسلامية في الفقه.
- مختصر حادي الأرواح إلى بلاد الأفراح لابن القيم.
- لا تحزن وابتسم للحياة.
- قصص الرسول للأطفال.
- حكايات عمو محمود للأطفال «جزئين».
- قصص الأنبياء للأطفال.
- يوسف الأحلام.
- موسوعة الزواج الإسلامي السعيد.
- فتاوي الحج والعمرة (سـ، جـ).
- تحذير الساجد من أخطاء العبادات والعقائد.
- ساعة وساعة.
- موسوعة الحقوق الإسلامية.
- فتاوي الناس «كتاب الطهارة والصلاة».
- فتاوي الناس «أحكام الصلاة وكتاب الجنائز».
- فتاوي الناس «فتاوي الصيام وفتاوي معاصرة».
- المصارع «موسوعة كاملة عن عالم الجن والشياطين».
- نصائح للمرأة المسلمة.
- قصص التابعين.
- ليلة في بيت النبي.

## مبادئه الدعوية
يوجه نصيحة لطلبة العلم فيقول: «ليست العبرة بالسبق وإنما العبرة بإخلاص النية لله تعالى في الطلب وفي الدعوة إلى الله».
القاعدة التي يرتكز عليها في دعوته إلى الله: الرحمة في أسلوب تبليغ تلك الدعوة المباركة، والسهولة في توصيل كل معلومة.

## وصلات خارجية
- صفحته على موقع طريق الإسلام